# Igreja Católica Nacional Polonesa

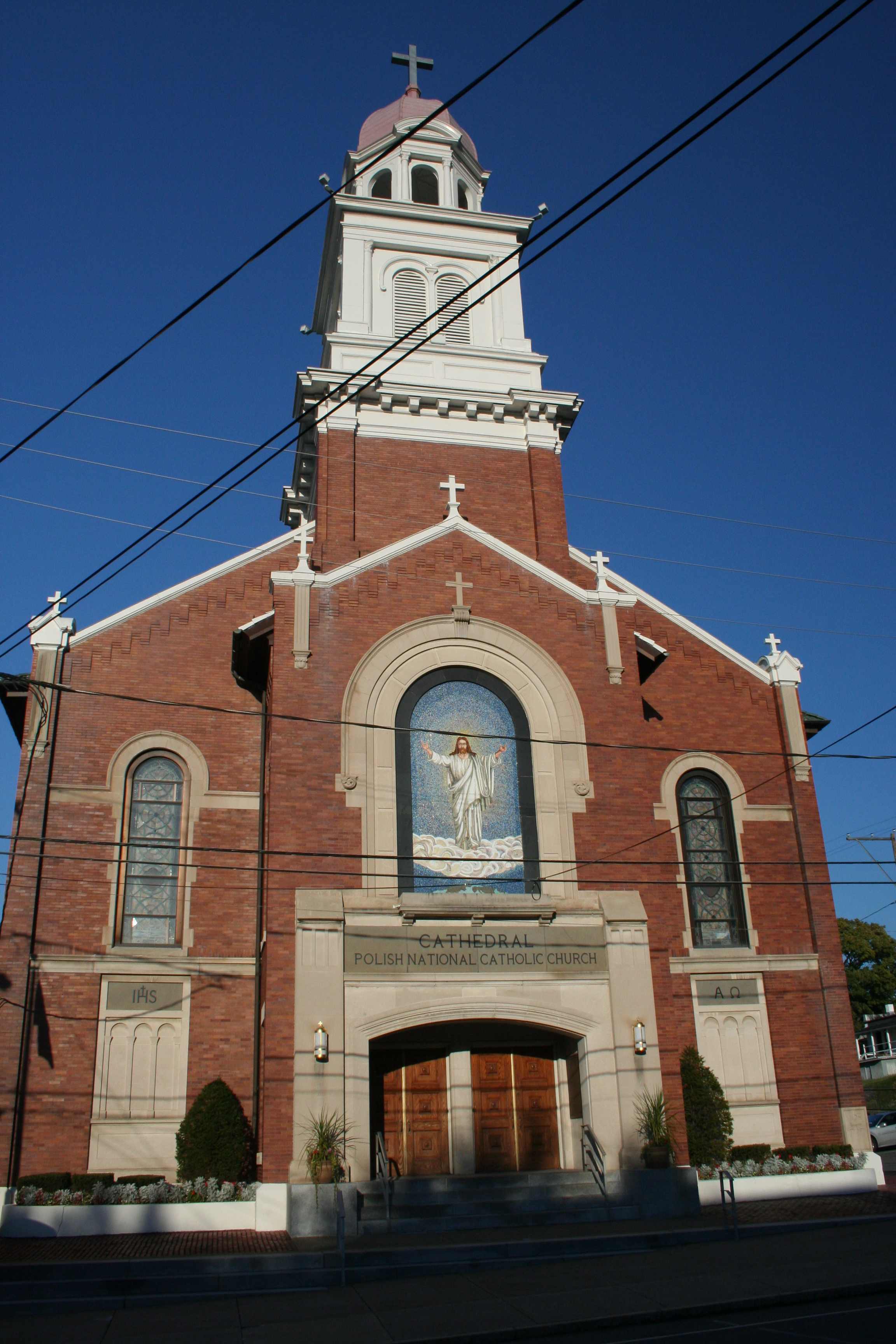
Catedral de São Estanislau em Scranton, Pennsylvania

A Igreja Católica Nacional Polonesa é uma igreja católica independente nascida no seio da comunidade polaco-americana no final do século XIX e começo do século XX.

## História
A Igreja Católica Nacional Polonesa nasceu do conflito de paroquianos de origem polonesa, desejosos de ter ministros polacos e o uso da língua polonesa na liturgia, e a hierarquia irlandesa e alemã da Igreja Católica Romana nos Estados Unidos. O líder inicial do movimento foi  Franciszek (Francisco) Hodur, ordenado ao presbitério católico romano em  Scranton, Pensilvânia em 1893. Em 1897 houve o rompimento com o papa em 1898 e Hodur foi consagrado bispo em 1907 pelo arcebispo de Utrecht, da Igreja Vétero-Católica.
A igreja conquistou adeptos na Polônia e Canadá. Em 1932 o missionário padre Teófilo Barnick veio ao Brasil e fundou a igreja em Curitibamas quando a Igreja Católica Nacional Polonesa rompeu relações com a União de Utrecht das Igrejas Vétero-Católicas, a igreja brasileira manteve uma identidade vétero-católica independente. Houve uma tentativa de refundar a igreja no Brasil na década de 1970 com a vinda do missionário pe. Jerzy Szottmiller e seu sucessor pe. John Simajchel, que dirigiram paróquias em Barão de Cotegipe, Erechim, Porto Alegre e Gaurama. , mas a situação atual permanece desconhecida.
Em 1951, sob pressão do governo comunista após a prisão do bispo Józef Padewski e do padre Edward Narbutt-Narbuttowicz, o ramo na Polônia separou-se oficialmente do ramo norte-americano sob o nome de Igreja Católica Polonesa com Józef Dobrochowski  eleito bispo.

## Características
A Igreja faz parte do Conselho Mundial de Igrejas e do Concílio Nacional de Igrejas Cristãs dos Estados Unidos. Por algumas décadas fez parte da União de Utrecht. Mas, em 2003, a Igreja Católica Nacional Polonesa saiu da União de Utrecht porque esta união vétero-católica começou a aceitar a ordenação sacerdotal às mulheres e a adoptar uma atitude mais liberal em relação à homossexualidade, decisões que a Igreja Polonesa rejeitava. 
Em 2009 a igreja detinha 25.000 aderentes em cinco dioceses: Buffalo-Pittsburgh, Central, Leste, Oeste e Canadá. 

## Teologia e práxis
A Igreja Católica Nacional Polonesa aceita a Bíblia, os sete primeiros concílios ecumênicos. Celebram suas missas em três ritos: rito contemporâneo, rito tradicional e rito do bispo Hodur. 
Quanto à ética familiar são contra o aborto, mas permitem que métodos preventivos de controle de natalidade sejam empregados de acordo com a consciência do casal. Permite o acesso aos sacramento de pessoas divorciadas. Encorajam o casamento clerical.